# Milko Bjelica
Milko Bjelica (Belgrad, 4 de juny de 1984), és un jugador de bàsquet professional d'origen serbi i nacionalitat montenegrina.

## Carrera esportiva
Es va formar a les categories inferiors de l'Estrella Roja, per després marxar a jugar a la BBL alemanya, a les files del New Yorker Phantoms Braunschweig primer i del Köln 99ers posteriorment. Després d'això, el 2008 va passar a les files del Lietuvos Rytas de la lliga lituana, club amb el qual en l'Eurolliga 2010/11 va tenir una actuació molt destacada aconseguint una mitjana de 12,3 punts i 4,7 rebots per partit.
El 26 de juliol de 2011 es va confirmar el seu fitxatge pel Caja Laboral Baskonia de la lliga Endesa espanyola, on s'hi va estar dues temporades.